# Litteraturåret 1904

## Priser och utmärkelser
- Nobelpriset – Frédéric Mistral, Frankrike och José Echegaray y Eizaguirre, Spanien.[1]
- Letterstedtska priset för översättningar – Edvard Lidforss för översättningen av Dantes Den gudomliga komedin
- Svenska akademins stora prismedalj – Selma Lagerlöf.[2]

## Nya böcker

### A – G
- Drömmen och andra noveller av Bo Bergman
- Ett steg framåt, två steg tillbaka (även kallad Krisen i vårt parti) av Vladimir Lenin
- Farces et moralités av Octave Mirbeau
- The Golden Bowl (sv. Guld i öknen, 1951) av Henry James
- Grönskande boningar av William Henry Hudson
- Guds drömmare av Alfhild Agrell
- Götiska rummen av August Strindberg

### H – N
- Herr Arnes penningar av Selma Lagerlöf[3]
- Kristuslegender av Selma Lagerlöf[3]
- Kärlekens karusell av William Somerset Maugham
- Les 120 journées de Sodome av Markis de Sade
- Nostromo av Joseph Conrad

### O – U
- Ruinen av Walter Hülphers
- Skogen susar av Verner von Heidenstam
- Skogslandet av Per Hallström
- Skollärare John Chronschoughs memoarer (andra delen) av August Bondeson
- Svarta fanor av August Strindberg
- Under tsarens knutpiska av Nils Hydén
- Ungkarlar av Gustaf Hellström

### V – Ö
- Varg-Larsen av Jack London

## Födda
- 10 februari – Tito Colliander, finlandssvensk författare.
- 29 februari – Helmer Grundström, svensk författare.
- 2 april – Karl Ragnar Gierow, författare, Svenska Akademiens ständige sekreterare 1964–1977.
- 6 maj – Harry Martinson, författare, nobelpristagare i litteratur 1974.
- 22 maj – Anne de Vries, nederländsk författare.
- 18 juni – Willy Walfridsson, svensk författare.
- 19 juni – Lars Madsén, svensk författare, regissör och reporter i radio och TV.
- 12 juli – Pablo Neruda, chilensk poet, nobelpristagare 1971.
- 14 juli – Isaac Bashevis Singer, polsk-amerikansk författare, nobelpristagare 1978.
- 10 augusti – Aksel Lindström, svensk författare och konstnär.
- 20 augusti – Gustav Sandgren, svensk författare.
- 30 augusti – Albert Olsson, svensk författare.
- 12 september – Olle Svensson, svensk författare.
- 1 oktober – Folke Fridell, svensk författare.
- 2 oktober – Graham Greene, brittisk författare.
- 21 december – Johannes Edfelt, svensk författare, översättare och litteraturkritiker.

## Avlidna
- 24 mars – Edwin Arnold, 71, engelsk skald och orientalist.
- 5 juli – Abaj Qunanbajuly, 58, kazakisk poet, kompositör och filosof.
- 15 juli – Anton Tjechov, 44, rysk författare.

### Fotnoter
1. ↑  ”Nobelpriset i litteratur”. https://www.nobelprize.org/prizes/lists/all-nobel-prizes-in-literature/. Läst 20 mars 2011.
2. ↑  Almanack för alla 1911
3. 1 2  ”Selma Lagerlöfs böcker”. Arkiverad från originalet den 27 augusti 2011. https://web.archive.org/web/20110827002154/http://selmalagerlof.org/bocker.html. Läst 12 april 2011.